# Miya
Miya es el guitarrista y principal compositor y letrista del grupo MUCC.

## Biografía
Yaguchi Masaaki nace el 26 de julio de 1979 en la ciudad de Ishioka, Prefectura de Ibaraki, Japón. Sus padres tendrán un efecto muy importante en su carrera como músico pero por motivos bien diferentes. Por un lado la muerte de su padre en un accidente de tráfico (Miya iba en el coche) a sus 7 años marcarán la temática pesimista de muchas de sus letras (especialmente "Danzetsuu"), por otro lado su madre, una profesora de música, le hizo aprender a tocar el piano. Más tarde Miya expresaría su deseo por tocar la batería, pero sus padres le harían olvidar temporalmente (puesto que más tarde aprendió a tocarla) esta idea para que empezase a tocar la guitarra (un instrumento que según ellos, era menos ruidoso y más útil). Coincidió con YUKKE en la escuela elemental donde se hicieron amigos. Formó su primer grupo cuando estaba en 9.º curso y su primer concierto fue ese mismo año en el festival escolar.

## Proyectos Musicales
Además de sus actividades con MUCC, Miya ha sido el guitarrista del grupo de sesión Gekigakutai que formó con Kyosuke (La Vie en Rose), Yoshida Masatatsu (Three9) y Ooshima Tsuyoshi (Karimero y Jully), con el que sacó un disco en 2005 llamado "Tokyo". En el 2006, durante la "D'erlanger Night" (una serie de conciertos en homenaje al grupo D'erlanger), participó en un grupo de sesión hecho específicamente para esos conciertos junto con Ao (cali≠gari/ LAB. THE BASEMENT). También ha compuesto una canción del sencillo "Jitsuroku Shonen Hanzai Kikagaku" de DAISHI (ex- Psycho le Cemu) además de producirlo, al igual que hizo con el último álbum de La Vie En Rose "Barairo no jinsei"

## Equipo

### Guitarras
Miya emplea varias guitarras, pero desde la época del Homura Uta (葬ラ謳) se ha centrado en las 7 cuerdas. Guitarras que ha usado:

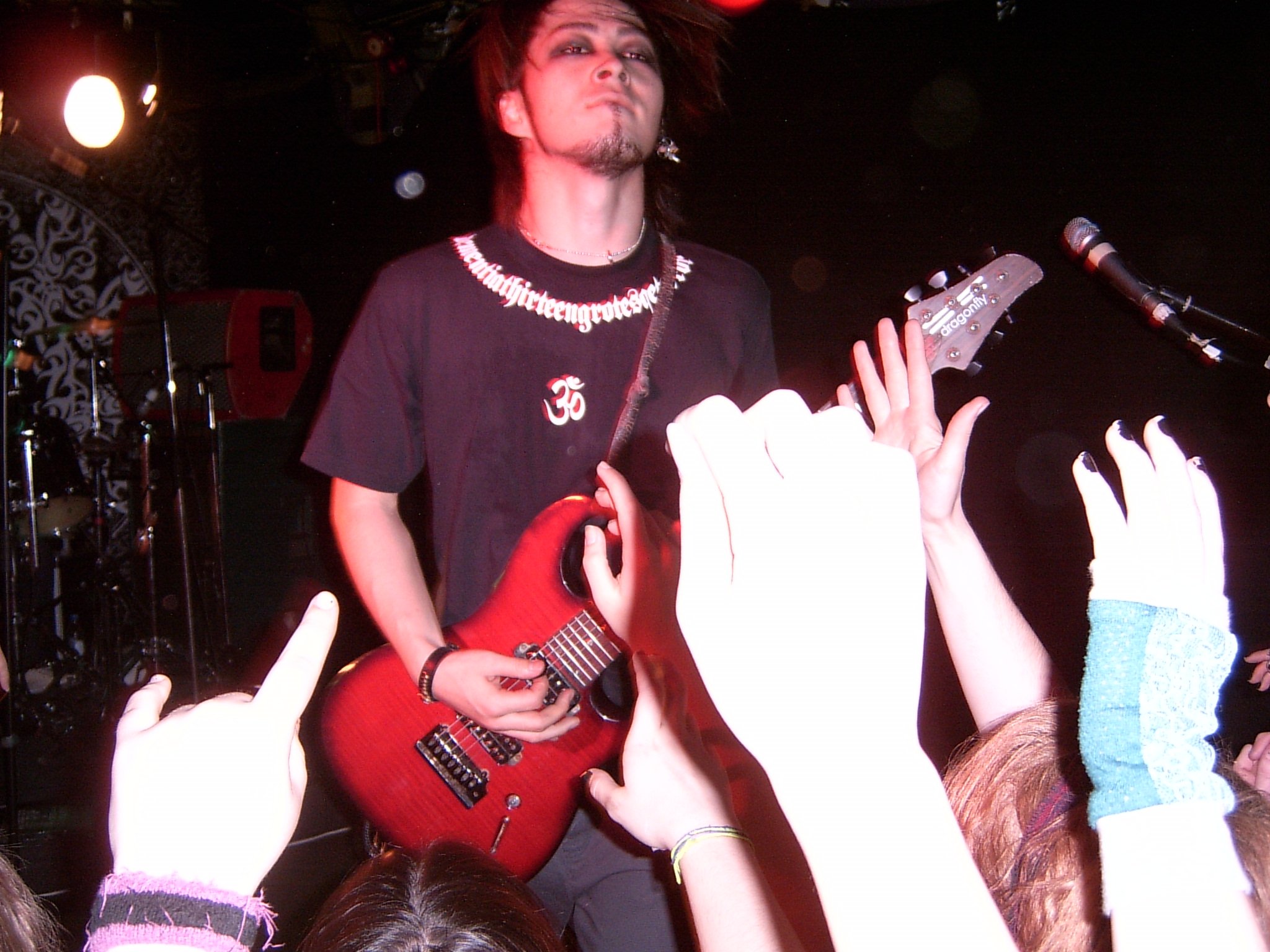
Foto de Miya en concierto con su Dragon Fly.

- Brian Moore C-557 (Seymour Duncan pickups sh5 y sh1)
- Dragon Fly Custom (Seymour Duncan pickups sh5 y sh2)
- Fernandes TE-M: Custom
- Fernandes JG-M:Custom
- Fernandes FR:125S Elite
- Schecter AR-07
- Fender-Japan Jaguar
- Fender-Usa Telecaster ('71)
- Fender-Usa Jazzmaster (64)
- Gibson B-25
- Gibson Les Paul Custom (69).

### Amplificadores
En estudio usa Diezel Herbert, Diezel VH-4 y para canciones suaves Orange. Para directo usa el Diezel VH-4 (puesto que tiene 4 canales en lugar de los 3 del Herbert). Como curiosidad se puede decir que siempre lleva dos de este estilo por si acaso el principal se estropea. También lleva dos pantallas Genz Benz modelo 2x12 G-Flex

### Micrófonos
En estudio microfonea los amplificadores con un Sennheisser modelo 421.

### Cuerdas
Alterna entre Ernie ball y Daddario. El entorchado es de 0,9 mm para la prima.

### Cables
En estudio usa los Monster Cable, en directo inalámbrico.

### Púas
Usa púas personalizadas de un grosor de 1,14 mm.